# آلباتروس ال۶۵
آلباتروس ال۶۵ (به انگلیسی: Albatros_L_65) یک هواگرد از نوع هواگرد شناسایی ساخت شرکت آلباتروس فلوکتسایک‌ورک در آلمان است. هواگرد آلباتروس ال۶۵ نخستین پروازش را در ۱۹۲۵ میلادی انجام داد. در مجموع، تعداد ۲ فروند از این هواگرد ساخته شده‌است.